# Dos galanes
Dos galanes (en inglés, Two Gallants) es un cuento del escritor irlandés James Joyce. Apareció en Dublineses, una colección de cuentos publicada en 1914.

## Trama
Lenehan y Corley caminan por el centro de Dublín después de haber estado bebiendo en un bar. Corley habla de sus intereses románticos, en especial de una sirvienta que trabaja en una casa de ricos y con quien se va a encontrar esa tarde. Presume de los cigarrillos y de los cigarros que ella hurta allí para él y sobre cómo ha evitado decirle su nombre. Lenehan escucha. De vez en cuando pregunta algo o da una respuesta insubstancial. Mientras caminan, hablan sobre un plan para convencerla de que les dé dinero del dueño de la casa. Lenehan le pregunta varias veces a Corley si cree que es apropiada para su negocio, lo que hace que Corley pronuncie un pequeño discurso sobre las bondades de una buena sirvienta. A diferencia de las otras mujeres que esperan ser recompensadas, explica, ellas ayudan. Se detiene melancólicamente para recordar un amor pasado que ahora trabaja como prostituta, y Lenehan se burla de que Corley, que parece sobresalir como chulo, debe de haberla animado a emprender esa profesión.
Lenehan y Corley retoman su plan, y el segundo confirma que la sirvienta va a presentarse como ha prometido. Pasan a un arpista que toca una triste canción sobre leyendas irlandesas y luego llegan a lugar donde ella los espera. Ellas es joven y rubicunda. Lenehan, impresionado con el gusto de Corley, la mira lascivo. Corley se muestra disgustado, temiendo que Lenehan quiera sacarlo del plan. Pero mientras deja a Lenehan asistir a su cita, promete pasar más tarde para que Lenehan pueda mirarla de nuevo. Los dos acuerdan volverse a encontrar más tarde esa noche en una esquina cerca de la casa de la sirvienta. Lenehan mira a Corley y a la sirvienta alejarse, da una nueva mirtada y se posiciona para ver a la pareja pasar una vez más.
Por fin solo, Lenehan camina sin dirección por Dublín para pasar el tiempo. Como no desea hablar con nadie, continúa su caminata hasta que se detiene en un bar para comer una cena sencilla con una cerveza. Mientras, piensa con tristeza en su vida: en vez de vivir a salto de mata, reflexiona, desearía tener un trabajo estable y una vida familiar tranquila. Lenehan deja el lugar y, tras encontrarse con algunos amigos en la calle, se dirige a su cita con Corley. Lenehan fuma con nerviosismo un cigarrillo, preocupado de que el otro lo haya sacado del plan, antes de verlo con la sirvienta. Decide seguirlos furtivamente hasta que se detienen en una casa elegante, a la cual ella accede por la puerta de servicio. Poco después sale por la puerta principal, se encuentra con Corley, y vuelve a entrar. Corley parte de nuevo. Lenehan corre detrás de él, que ignora sus llamadas. De repente, Corley se detiene y le muestra una moneda de oro, que es la señal de que todo ha salido según lo previsto.